# Вадрівка
Вадрівка, Вадрусівка — річка в Україні у Стрийському районі Львівської області. Ліва притока річки Плав'є (басейн Дністра).

## Опис
Довжина річки приблизно 8,82 км, найкоротша відстань між витоком і гирлом — 7,35  км, коефіцієнт звивистості річки — 1,2 . Формується багатьма струмками.

## Розташування
Бере початок на східних схилах гори Станеша (1154,6 м). Тече переважно на північний схід через урочища Раценова та Катановець, через село Хітар і у селі Кальне впадає у річку Плав'є, праву притоку річки Головчанки.
У деяких джерелах зазначена як притока Головчанки.

## Притоки
- Заломеще (ліва).